# Козлиці (Любінський повіт)
Козлиці (пол. Koźlice, нім. Koslitz) — село в Польщі, у гміні Рудна Любінського повіту Нижньосілезького воєводства.
Населення — 176 осіб (2011).
У 1975-1998 роках село належало до Легницького воєводства.

## Демографія
Демографічна структура станом на 31 березня 2011 року:
|          | Загалом | Допрацездатний вік | Працездатний вік | Постпрацездатний вік |
| -------- | ------- | ------------------ | ---------------- | -------------------- |
| Чоловіки | 88      | 22                 | 58               | 8                    |
| Жінки    | 88      | 24                 | 49               | 15                   |
| Разом    | 176     | 46                 | 107              | 23                   |